# Khủng hoảng cuối thời Lê sơ
Trong lịch sử Việt Nam, giai đoạn cuối triều Lê sơ (1516 – 1526) tương ứng với các triều vua Lê Tương Dực, Lê Chiêu Tông và Lê Cung Hoàng xảy ra khủng hoảng kinh tế - chính trị trầm trọng. Trong khoảng thời gian này, Đại Việt trở nên loạn lạc, biến thành nội chiến kéo dài khiến nhà Lê suy vong, cuối cùng dẫn đến Mạc Đăng Dung nắm quyền, lập nên nhà Mạc.

## Bối cảnh

### Lật đổ Lê Uy Mục
Lê Tương Dực, tên thật là Lê Oanh (黎瀠), con trai thứ hai của Kiến vương Lê Tân, là cháu nội của Lê Thánh Tông, dưới thời Lê Hiến Tông được ban phong hiệu Giản Tu công (簡修公). Khi Lê Uy Mục nghi ngờ tôn thất, bắt giam ông trong ngục, ông đã tìm kế thoát ra, gặp được Nghĩa quận công Nguyễn Văn Lang hiện đang ẩn dật tại Lam Kinh. Hai người tập hợp lực lượng, thảo chiếu dấy binh và tiến vào Đông Kinh vào năm 1509. Vua Uy Mục phải uống thuốc độc tự vẫn. Lê Tương Dực lên ngôi, đặt niên hiệu là Hồng Thuận (洪順), bắt đầu thời kỳ trung hưng ngắn ngủi sau sự náo loạn dưới thời Uy Mục.

### Hồng Thuận trung hưng
Trong những năm đầu cầm quyền, Lê Tương Dực cũng có vài đóng góp thể hiện sự cố gắng vực dậy đất nước đã suy tàn, nhất là trong lĩnh vực khoa cử. Năm 1511, ông tổ chức kỳ thi Hội, đến kỳ thi Đình thì ông đích thân ra đề văn hỏi về đạo trị quốc. Ông cho trùng tu Quốc Tử Giám, dựng lại bia tiến sĩ tỏ rõ sự khuyến khích hiền tài. Đông các Đại học sĩ Đỗ Nhạc đã soạn bài ký ở Quốc Tử giám ca ngợi công đức của Lê Tương Dực, đánh giá là người đủ tài đức để tiếp nối cơ nghiệp của Thuần Hoàng khi xưa. Bấy giờ, Lại bộ tả thị lang Lương Đắc Bằng dân kế trị nước, đại ý khuyên rằng sửa sang văn chiếu điển lệ; tỏ lòng hiếu để cho người trong nước thuận theo; rời xa sắc dục; không dùng lời nịnh; không tùy tiện trao thưởng quan tước; cân nhắc bổ nhiệm quan lại chân chính công bằng; tiết kiệm chi tiêu để khuyến khích sự liêm chính; khen người tiết nghĩa để trọng đạo cương thường; cấm hối hộ bỏ trừng thói tham ô; sửa sang võ bị để thủ thế hùng cường; lựa chọn ngôn quan để trọng dụng lời thật; nới nhẹ việc phu để xót thương dân chúng; hiệu lệnh tín thực để nắm ý chí thiên hạ; luật pháp chế độ phải thận trọng để mở nền thịnh trị thái bình. Bấy giờ Tương Dực Đế đều cho là lời hay, luôn nghe theo, chẳng mấy chốc mở ra thời kỳ trung hưng thịnh vượng dưới thời cai trị của ông.
Năm 1510, Tương Dực sai quan Binh bộ Thượng thư là Vũ Quỳnh soạn bộ Đại Việt thông giám thông khảo, gọi tắt là Đại Việt thông giám hay Việt giám thông khảo. Đại Việt thông giám gồm 26 quyển, chia thành Ngoại kỷ chép từ Hồng Bàng đến hết nhà Ngô, Bản kỷ từ Đinh Tiên Hoàng đến đầu thời Lê Thái Tổ. Tương Dực còn sai Lê Tung soạn bài tổng luận về bộ sử ấy. Theo Phan Huy Chú, bộ sách này được Lê Nại đánh giá là quy mô và đúng với kinh, trúng với sử.

### Nạn đói và nổi loạn
Năm 1511, người làng Quang Bị, huyện Bất Bạt là Trần Tuân nổi loạn ở vùng Sơn Tây. Bấy giờ, nhân dân các phố xá ở kinh thành náo động, đều đem vợ con về quê quán, đường phố không còn một ai đi lại. Lê Tương Dực sai Mỹ Huệ hầu Trịnh Duy Sản chỉ huy quan quân đi đánh Trần Tuân. Bấy giờ, quân của Tuân đã bức sát đến huyện Từ Liêm (Quốc Oai), quan quân bại trận, lui về đóng ở các xứ Đông Ngạc, Nhật Chiêu. Về sau, Trịnh Duy Sản lập đại công, phá tan được cuộc nổi loạn, được phong tước Nguyên quận công (原郡公).
Vào tháng 5 năm 1512, nhiều nơi ở Đại Việt liên tiếp xảy ra nạn đói nghiêm trọng do hạn hán và mất mùa. Do đó, những năm dưới thời Hồng Thuận thường xuyên xảy ra bạo loạn, khiến triều đình phải đánh dẹp vô cùng vất vả.
Tháng giêng năm 1512, Nguyễn Nghiêm nổi loạn vùng Sơn Tây và Hưng Hóa nhưng nhanh chóng bị tướng Đỗ Nhạc đánh dẹp.
Đến tháng 4 năm 1512, Lê Hy, Trịnh Hưng, Lê Minh Triệt làm loạn ở vùng Nghệ An. Vua sai Khang quận công Trần Nghi và Đông các hiệu thư Trần Dực đi đánh nhưng thất bại, Nghi và Dực cũng chết chìm ngoài biển. Quân phản loạn tiến đến Lôi Dương. Tháng 5, vua sai Trịnh Duy Sản chỉ huy quan quân đánh dẹp quân giặc.
Tháng 1 năm 1515, Phùng Chương khởi nghĩa ở vùng núi Tam Đảo. Vua sai Ngô Bính và Trịnh Duy Sản đi đánh, Phùng Chương thua chạy.
Tháng 10 năm 1515, Đặng Hân và Lê Hất làm loạn ở vùng huyện Ngọc Sơn, Thanh Hoa. Vua sai Đỗ Nhạc làm Tán lý quân vụ đi đàn áp cuộc nổi loạn.
Ngày 23 tháng giêng năm 1516, Trần Công Ninh nổi loạn ở xứ đò Hối, huyện Yên Lãng. Vua sai Đỗ Nhạc trấn giữ Kinh thành, vua đích thân đem các đại thần văn võ và đô đốc năm phủ đi theo. Quân ra cửa Bắc Thần, vua ngự ở hành tại bên sông Nhị Hà, ra lệnh cho các tướng qua sông tiến đánh, phá tan quân nổi dậy.
Năm 1516, Lê Tương Dực cho đắp thành rộng cả ngàn trượng chắn ngang sông Tô Lịch. Để thể hiện uy quyền đế vương, ông sai một người thợ là Vũ Như Tô xây điện 100 nóc, xây Cửu Trùng Đài. Quân dân làm trong mấy năm trời không xong, hao tổn tiền của, chết hại nhiều người. Bỏ bê việc nước, chỉ ngày ngày du ngoạn Tây Hồ, Tương Dực nghĩ ra nhiều trò quái lạ, làm dân chúng, binh lính mệt nhọc.

## Loạn Trần Cảo
Tháng 3, năm Hồng Thuận thứ 8 (1516), xảy ra bạo loạn đánh dấu sự sụp đổ của triều đại Lê Tương Dực.
Ở huyện Thủy Đường (Hải Phòng), một người là Trần Cảo (hay còn gọi là Trần Cao), thấy sấm nói rằng ở phương đông có thiên tử khí (ứng với câu sấm thời nhà Đinh: Chấn cung kiến nhật - Đông mặt trời mọc), bèn tụ tập được nhiều người lấy đất Hải Dương, Thủy Đường, Đông Triều, rồi tự xưng là vua Đế Thích giáng sinh. Trần Cảo thành lập quân đội, người đi theo đến hàng vạn.
Trần Cảo đem quân về đóng ở đất Bồ Đề, bên kia sông Nhị Hà, định sang lấy kinh đô Đông Kinh. Lê Tương Dực đích thân xuất chinh đi đánh giặc, ngự ở trên điện ra lệnh điều động các tướng. Sau quân triều đình sang đánh, Trần Cảo lui về đóng ở Trâu Sơn, thuộc phủ Từ Sơn. Tương Dực sai An Hòa hầu là Nguyễn Hoằng Dụ sang đóng quân ở Bồ Đề để chống giữ.

## Trịnh Duy Sản giết Vua, lập Chiêu Tông
Nguyên quận công Trịnh Duy Sản, bấy giờ có công lao dẹp loạn Trần Tuân, đem lòng oán hận Lê Tương Dực đã từng phạt mình bằng roi trước đây. Duy Sản nghe lời Thái sư Lê Quảng Độ và kẻ hầu là Trình Trí Sâm, âm mưu giết Lê Tương Dực và lập người mới, trở thành quyền thần. Ngày 7 tháng 4 năm đó, Duy Sản xông vào cung tìm và giết chết Lê Tương Dực, giết luôn nhiều quan nội thị theo hầu cận. Bấy giờ cho rằng Duy Sản là kẻ đại nghịch, sự đại loạn cuối đời Lê Sơ đều do y bắt đầu mà ra.
Lê Tương Dực bị giáng làm Linh Ẩn vương (靈隱王), về sau được truy phong làm Tương Dực hoàng đế (襄翼皇帝), táng ở Nguyên Lăng (元陵). Bấy giờKhâm Đức hoàng hậu nghe tin hoàng đế qua đời, bèn than khóc, nhảy vào điện Mục Thanh đang cháy để chết theo. Người quân sĩ cũng đem xác bà an táng cùng Tương Dực trong Nguyên lăng.
Sau khi giết Tương Dực Đế, Nguyên quận công Trịnh Duy Sản bèn tính lập con trưởng của Mục Ý vương là Lê Quang Trị, nhưng Vũ Tá hầu Phùng Mại lại muốn lập con trưởng của Cẩm Giang vương là Lê Y (黎椅). Bấy giờ Tường quận công Phùng Dĩnh sai lực sĩ giết chết Mại, rồi lập Quang Trị lên. Nhưng chưa được 3 ngày, Trịnh Duy Đại đã đem Quang Trị về Tây Kinh. Bọn đại thần Trịnh Duy Sản bấy giờ lại đón Lê Y lên ngôi, tức Lê Chiêu Tông.
Bấy giờ, An Hoà hầu Nguyễn Hoằng Dụ đóng quân ở Bồ Đề, nghe tin Trịnh Duy Sản làm việc thí nghịch, liền nổi giận đem quân vượt sông, đốt phá phố xá ở kinh thành, bọn Trần Cảo ùa vào thì thành thất thủ, Thái sư Lê Quảng Độ ra hàng. Trịnh Duy Sản cùng triều đình đưa Chiêu Tông về Tây Kinh. Khi cửa thành bỏ hoang, dân chúng vào thành tranh nhau lấy vàng bạc, châu báu, bạch đàn, xạ hương, lụa là tơ gai đầy trong dân gian; sách vở, hồ tiêu, hương liệucác thứ vứt bỏ trên đường phố cao đến 2 tấc, không thể kể xiết. Người mạnh khoẻ tranh cướp vàng bạc, có người lấy được đến 400 lạng, người yếu cũng được đến hơn 200 lạng. Cung khuyết, kho tàng do vậy mà hết sạch.
Chiếm được kinh thành, Trần Cảo xưng làm Thiên Ứng Đế (天應帝), ra cung điện bàn việc triều đình, dùng Lê Quảng Độ coi việc. Lúc này Thiết Sơn bá Trần Chân, con nuôi của Nguyên quận công Trịnh Duy Sản, tập hợp quân sĩ hơn 6000 người ở chợ Hoàng Hoa (chợ Ngọc Hà ngày nay). Cảo xua Phan Ất đi trấn áp, 2 bên đánh nhau quyết liệt, Trần Chân do không có tiếp viện bèn lui về cố thủ. Bấy giờ Chiêu Tông từ Tây Kinh, hiệu triệu quân 3 phủ[5], sai các Nguyên quận công Trịnh Duy Sản, An Hòa hầu Nguyễn Hoằng Dụ, Bình Phú hầu Nguyễn Văn Lự (em của Nguyễn Văn Lang), Vĩnh Hưng hầu Trịnh Tuy đem quân thủy bộ cùng tiến thẳng đến Đông Kinh. Đồng thời gửi hịch cho các phủ huyện.
Ngày 23 tháng 3 năm 1516, tại Đông Kinh xảy ra trận chiến ác liệt giữa các thế lực phò Chiêu Tông và Trần Cảo. Cảo liên tục dùng súng, hỏa khí bắn ra để chặn quân triều đình, Nguyên quận công Trịnh Duy Sản, An Tín bá Trịnh Hy, Vĩnh Hưng hầu Trịnh Tuy ra sức chống lại, hết sức dũng mãnh, khiến Cảo phải gắng đóng cửa thành cố thủ. Đến khi thế trận nguy khốn, Cảo mở cửa thành chạy qua sông Đuống, chạy lên Lạng Nguyên.
Ngày 27 tháng 3, Chiêu Tông chính thức đặt niên hiệu là Quang Thiệu (光紹). Bấy giờ Trịnh Duy Đại giữ Quang Trị ở Tây Kinh, nghe đến Chiêu Tông đã chiếm được Đông Kinh, bèn giết Quang Trị và những người em để chạy về Chiêu Tông. Tặc thần Lê Quảng Độ do đầu hàng Trần Cảo bị giết, cùng năm Nguyên quận công Trịnh Duy Sản do đánh tàn dư của Trần Cảo bị tử trận.

## Xung đột các phe phái
Năm 1517, An Hoà hầu Nguyễn Hoằng Dụ có hiềm khích với Vĩnh Hưng bá Trịnh Tuy, đóng quân chống nhau. Hoằng Dụ đóng quân ở phường Đông Hà, Tuy đóng quân ở ngoài thành Đại La chống giữ nhau, kinh thành trở thành chiến trường của 2 bên. Bấy giờ tướng Trần Chân có ân tình với họ Trịnh, thấy Nguyễn Hoằng Dụ đánh Trịnh Tuy bèn đem quân định cứu, đợi khi Hoằng Dụ vào chầu Chiêu Tông thì xông ra bắt. Khi ấy Hoằng Dụ đến cửa Đại Hưng, ngờ có quân của Trần Chân bèn đi thuyền chạy ra Thanh Hóa. Trần Chân gửi thư cho Trấn thủ Sơn Nam là Mạc Đăng Dung khuyên bắt Hoằng Dụ, nhưng Đăng Dung không nghe theo. Năm ấy, trong nước đói to, xác người chết đói nằm gối lên nhau. Những nơi trải qua binh lửa như Đông Triều, Giáp Sơn ở Hải Dương;Yên Phong, Tiên Du, Đông Ngàn ở Kinh Bắc lại càng đói dữ. Trần Chân sau khi đuổi được Hoằng Dụ, tiện tay chiếm giữ Kinh thành.
Năm 1518, Chiêu Tông ra lệnh giết chết Thiết Sơn bá Trần Chân, cùng bè đảng hơn 6 người. Bấy giờ, quyền thế Trần Chân rất lớn, Vũ Xuyên hầu Mạc Đăng Dung còn phải kết thông gia. Trong kinh sư có kẻ hiếu sự làm câu ca rằng: "Trần hữu nhất nhân, vi thiên hạ quân, thố đầu hổ vĩ, tế thế an dân" (Có một người họ Trần, làm vua thiên hạ, đầu thỏ đuôi hổ, trị nước yên dân); Thọ quốc công Trịnh Hựu cùng với Thuỵ quân công Ngô Bính bàn với nhau rằng: Một người họ Trần tức là Trần Chân, đầu thỏ đuôi hổ tức là cuối năm Dần đầu năm Mão, sợ rằng vào năm ấy sẽ có biến loạn, họ khuyên Chiêu Tông sớm trừ đi. Trần Chân bị xử trảm, bêu đầu, đệ tử của Chân là Nguyễn Kính, Hoàng Duy Nhạc, Nguyễn Áng, Nguyễn Hiêu, Cao Xuân Thì họp binh với nhau ở chùa Yên Lãng[6], đánh sát vào kinh thành. Chiêu Tông nghe tin, đành đem trốn vào Gia Lâm. Bấy giờ, Vĩnh Hưng hầu Trịnh Tuy đóng quân ở xứ Sơn Nam có hơn 1 vạn người, nghe tin quan gia chạy ra ngoài, quân lính tan cả. Thế là quân Sơn Tây[7] thả sức cướp phá, trong thành sạch không, Kinh sư thành bãi săn bắn, đánh cá. Chiêu Tông cho gọi Nguyễn Hoằng Dụ ra đánh bọn Nguyễn Kính. Nhưng Hoằng Dụ lưỡng lự không đi.

## Trịnh Tuy lập vua
Để xoa dịu phe cánh Nguyễn Kính, Chiêu Tông sai giết những người gièm pha Trần Chân trước đây, nhưng Kính vẫn tụ tập cướp phá như trước. Mạc Đăng Dung khuyên Chiêu Tông về Bảo Châu (huyện Từ Liêm), nhưng nội thần Đỗ Nhạc và Nguyễn Dư can ngăn, Đăng Dung đem giết cả hai, đưa Chiêu Tông cùng em là Lê Xuân về Bảo Châu. Sau khi Chiêu Tông rời Đông Kinh, Vĩnh Hưng bá Trịnh Tuy cùng bọn giặc Sơn Tây lập Lê Bảng (黎榜), con của Tĩnh Tu công Lê Lộc (静修公黎禄) lên ngôi, đổi thành Đại Đức Đế (大德帝). Được nửa năm lại phế Bảng mà lập Lê Do (黎槱), đổi thành Thiên Hiến Đế (天宪帝). Cả hai đều là cháu 4 đời của Cung vương Lê Khắc Xương (黎克昌), con thứ hai của Thái Tông Văn Hoàng.
Chiêu Tông triệu thông gia của Trần Chân là Vĩnh Xuyên bá Mạc Đăng Dung [8] đang trấn thủ Hải Dương và An Hòa hầu Nguyễn Hoằng Dụ đem quân đánh bọn Nguyễn Kính, Nguyễn Áng. Hoằng Dụ thua to, quân chết rất nhiều. Hoằng Dụ chạy xuống thuyền, tự liệu không đánh được, liền bãi binh lui về, chỉ để một mình Mạc Đăng Dung ở lại cầm cự với bọn Nguyễn Áng.
Năm 1519, Vĩnh Hưng bá Trịnh Tuy đánh úp Chiêu Tông ở dinh Bồ Đề, bị thua, phải đem Lê Do về Yên Lãng, Yên Lạc (Vĩnh Phú ngày nay). Tháng 7 năm ấy, Mạc Đăng Dung dẹp được Lê Do, bắt giết Do và Nguyễn Sư. Trịnh Tuy bỏ chạy về Tây Kinh, Nguyễn Kính đầu hàng. Vua cấp phong cho Đăng Dung làm Minh quận công (明郡公).
Năm 1520, Vũ Nghiêm Uy ở Tuyên Quang làm loạn. Nhà vua sai quân đi đánh dẹp.
Năm 1521, Mạc Đăng Dung lại được phong làm Nhân quốc công (仁國公), lĩnh quản binh lực thủy bộ của 13 đạo, lại phong làm Thái phó. Tháng 8, Đăng Dung lãnh quân đến vùng Kinh Bắc, dẹp được Trần Cung, con của Trần Cảo. Lúc này quyền thế của Mạc Đăng Dung rất lớn, kiểm soát toàn bộ triều đình. Dung đem con gái nuôi vào cung hầu, tiếng là chầu hầu, thực ra là để dò xét, coi giữ. Lại cho con trưởng là Mạc Đăng Doanh làm Dục Mỹ hầu (煜美侯), trông coi điện Kim Quang. Đăng Dung đi bộ thì lọng phượng giát vàng, đi thủy thì thuyền rồng giây kéo, ra vào cung cấm, không kiêng sợ gì. Lại giết bọn thị vệNguyễn Cấu, Đô lực sĩ Minh Sơn bá Nguyễn Thọ và Đàm Cử.
Tháng 4 năm 1522, Lê Khắc Cương và Lê Bá Hiếu ở Kinh Bắc nổi loạn. Nhà vua sai tướng đi đánh, bắt được giết chết Khắc Cương và Bá Hiếu. Bấy giờ Đăng Dung chuyên quyền thống binh, uy thế ngày một lớn.

## Mạc Đăng Dung phế Vua, Trịnh Tuy cần vương
Ngày 27 tháng 7, năm Quang Thiệu thứ 7 (1522), Chiêu Tông chạy ra huyện Minh Nghĩa ở Sơn Tây (vùng đất nay thuộc tỉnh Hà Tây), lúc đó ông mưu ngầm với bọn Phạm Hiến, Phạm Thứ, sai người đem mật chiếu vào Tây Kinh bảo Trịnh Tuy nghênh viện. Hôm sau Đăng Dung nghe tin, cho người đuổi theo nhưng Chiêu Tông quyết chống lại, chạy vào thành Tây Kinh. Trong kinh thành, Mạc Đăng Dung cùng Thái sư Lượng quốc công Lê Phụ và các công hầu lập em của Chiêu Tông là Lê Xuân lên ngôi. Ngày 1 tháng 8, Mạc Đăng Dung cùng Lê Phụ tôn Lê Xuân lên, tức Lê Cung Hoàng, tuyên bố phế truất Chiêu Tông, gọi là Quang Thiệu Đế (光紹帝). Cung Hoàng lên ngôi, đặt niên hiệu là Thống Nguyên (統元), trong nước lúc đấy tồn tại 2 vị hoàng đế. Cung Hoàng bị Đăng Dung dời đến Hồng Thị, thuộc Hải Dương tạm trú ẩn; ngay khi nghe tin ấy Chiêu Tông ngự về Đông Kinh, thiết lập lại triều đình.
Bấy giờ các xứ Tây, Nam, Bắc thì Chiêu Tông đều lấy được cả, thanh thế lớn. Sau đó, Trịnh Tuy đem quân phủ Thanh Hóa vào chầu, Chiêu Tông nghe lời nịnh mà chém thuộc tướng của Tuy, nên Tuy sinh lòng hận thù. Ngày 18 tháng 10, Trịnh Tuy bắt Chiêu Tông về Thanh Hóa, Tây Kinh, cả nước đều thất vọng. Ngày 18 tháng 12, Mạc Đăng Dung sau khi dẹp các lực lượng trung thành với Lê Chiêu Tông do các tướng Giang Văn Dụ, Hà Phi Chuẩn đứng đầu. Giang Văn Dụ bị đuổi khỏi kinh thành, Đăng Dung đưa Cung Hoàng từ Hồng Thị về kinh sư.
Năm 1523, sau khi, Tuy đem Chiêu Tông về Thanh Hóa, quân lực Chiêu Tông bị giảm đáng kể, Đăng Dung liên tiếp sai Sơn Đông hầu Mạc Quyết, Quỳnh Khê hầu Vũ Hộ, Dương Xuyên hầu Vũ Như Quế đi đánh Trịnh Tuy ở Thanh Hoa, phá tan quân Tuy. Tuy liền dời Chiêu Tông lên châu Lang Chánh. Năm đó Đang Dung giáng Chiêu Tông làm Đà Dương vương (陀陽王).
Năm 1525, Cung Hoàng phong Mạc Đăng Dung thêm thành Bình chương quốc trọng sự, đem quân đánh Trịnh Tuy, Tuy thua trận bỏ chạy rồi chết. Đăng Dung bắt được Chiêu Tông ở động An Nhân. Về đến kinh sư, Đăng Dung giam Chiêu Tông ở phường Đông Hà. Nghe tin Chiêu Tông bị bắt, các quần thần Phúc Lương hầu Hà Phi Chuẩn, Nghiêm Bá Kỳ, Đàm Thận Huy đều bị truy lùng và giết chết. Đến cuối năm 1526, triều đình đều nằm trong tay Mạc Đăng Dung. Ngày 18 tháng 12, năm 1526, Đăng Dung bí mật sai Bái Khê bá Phạm Kim Bảng giết Chiêu Tông ở nơi bị giam, đem xác về chôn ở Vĩnh Hưng lăng.
Năm 1527, Mạc Đăng Dung ép Cung Hoàng nhường ngôi, chính thức lập ra nhà Mạc.

## Kết cục
Sau khi nhà Mạc thành lập, một số đại thần nhà Lê không thần phục, muốn khôi phục lại nhà Lê. Anh em Trịnh Ngung, Trịnh Ngang sang Trung Quốc cầu viện nhà Minh nhưng nhà Minh không đáp ứng. Hai anh em chết già ở Trung Quốc. Năm 1528, tông thất nhà Lê là Lê Ý khởi binh chống Mạc tại Thanh Hóa nhưng đến năm 1530 bị dẹp tan.
Từ năm 1529, một tướng của nhà Lê sơ là Nguyễn Kim chạy vào vùng núi Thanh Hóa rồi sang Ai Lao chống nhà Mạc. Kim tìm được con vua Chiêu Tông là Lê Ninh đưa lên ngôi tại Ai Lao, tức Lê Trang Tông. Nguyễn Kim mang quân về nước đánh chiếm Thanh Hóa, mở đầu cho giai đoạn Chiến tranh Lê-Mạc và Nam Bắc triều. Khi dẹp được họ Mạc, họ Trịnh lên nắm quyền, vì Lê Trung Tông con Lê Trang Tông không có con nối ngôi, Trịnh Kiểm đã sai người tìm cháu họ Lê để lập lên ngôi. Sau đó tìm được cháu của Lê Trừ, anh thứ hai của Thái Tổ Lê Lợi là Lê Duy Bang, lập lên ngôi, tức là Lê Anh Tông. Từ đó, các vua nhà Lê Trung Hưng không còn là dòng chính mạch của Lê Thái Tổ Lê Lợi.
Từ cuối thời Lê sơ đến thời kì Trịnh-Nguyễn phân tranh là khoảng thời gian chính quyền nhà Lê suy yếu. Các thế lực Trịnh-Nguyễn dưới danh nghĩa phò Vua Lê nhưng thực chất hình thành hai nhà nước riêng biệt, gây ra chiến tranh. Việt Nam bị chia cách cho đến đầu thế kỷ 19.